# Fenolftalein
Fenolftalein är en kemisk förening med formeln C20H14O4. Ämnet är en indikator för sura och basiska ämnen och är ett vitt pulver utan lukt och smak. Det tillhör den klass av färgämnen som kallas ftaleinfärgämnen.

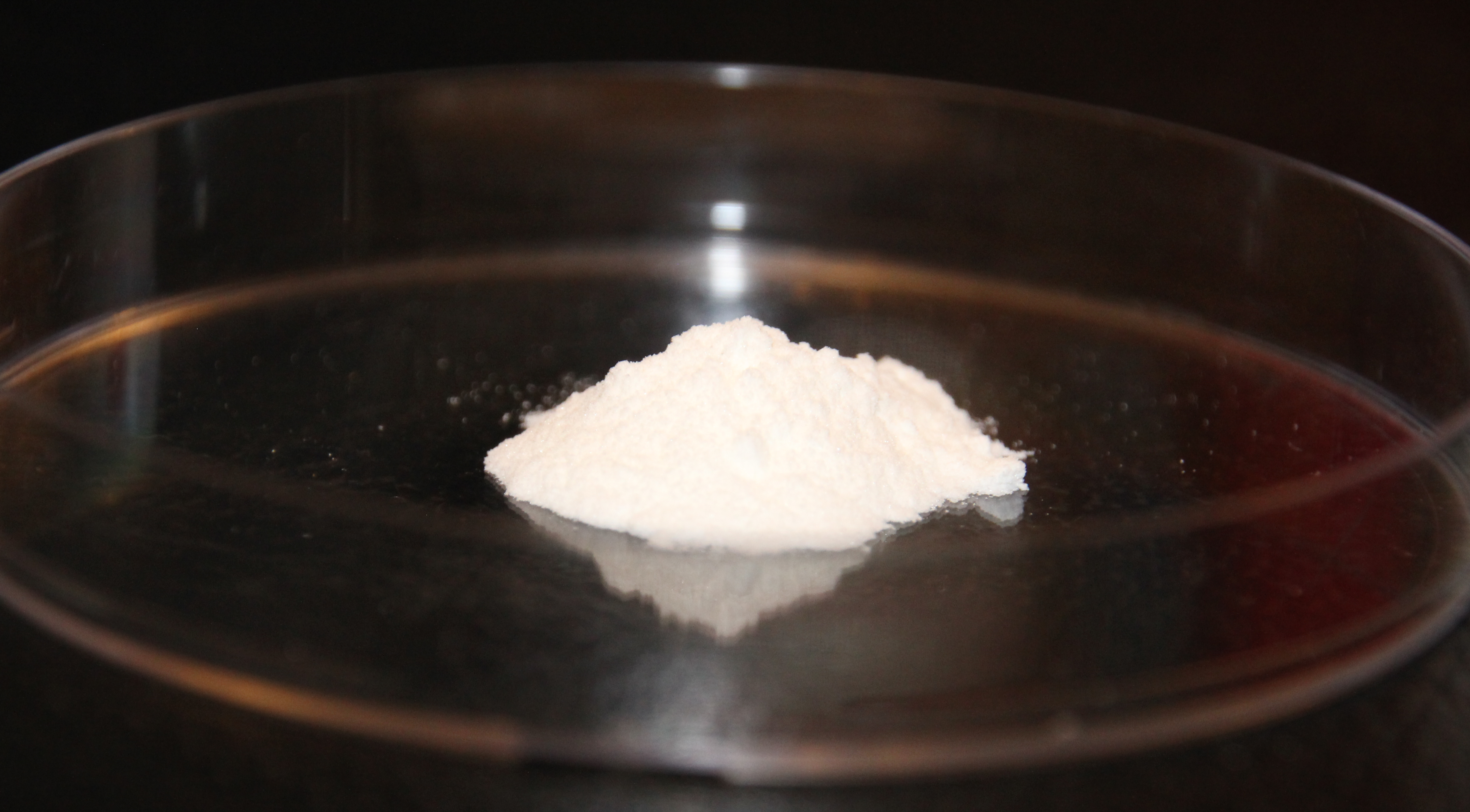
Prov av fenolftalein

Fenolftalein är svagt lösligt i vatten och löses vanligtvis i alkoholer i experiment. Det är en svag syra, som kan förlora H+-joner i lösning. Den nonjoniserade fenolftaleinmolekylen är färglös och den dubbeldeprotonerade fenolftaleinjonen är rosa. Ytterligare protonförlust vid högre pH sker långsamt och leder till en färglös form. Fenolftaleinjon i koncentrerad svavelsyra är orangeröd på grund av sulfonering.
- (Mycket) starka baser – Transparent
- (Svagt) basiska lösningar – Lila/rosa (pH 8–10 och uppåt)
- Neutrala och sura lösningar – Transparent (pH < 7)

(pH-värdena är ungefärliga).

## Användning

### pH-indikator
Fenolftaleins vanliga användning är som en indikator vid syra-bastitrering. Den fungerar också som en komponent i universell indikator, tillsammans med metylrött, bromtymolblått och tymolblått. 
Fenolftalein antar olika former i vattenlösning beroende på lösningens pH. Inkonsekvens finns i litteraturen om hydratiserade former av föreningarna och färgen på svavelsyra. Wittke rapporterade 1983 att den existerar i protonerad form (H3In+) under starkt sura förhållanden, vilket ger en orange färg. Emellertid antydde ett senare dokument att denna färg beror på sulfonering till fenolsulfonftalein. 
Laktonformen (H2In) är färglös mellan starkt sura och lätt basiska förhållanden. Den dubbelt deprotonerade (In2-) fenolatformen (anjonformen av fenol) ger den välbekanta rosa färgen. I starkt basiska lösningar omvandlas fenolftalein till sin In(OH)3−-form, och dess rosa färg genomgår en ganska långsam blekningsreaktion och blir helt färglös när pH är högre än 13.
p Ka-värdena för fenolftalein visade sig vara 9,05, 9,50 och 12 medan de för fenolsulfonftalein är 1,2 och 7,70.
| Art       | H3In+        | H2In                       | In2−              | In(OH)3−              |
| Struktur  |              |                            |                   |                       |
| Modell    |              |                            |                   |                       |
| pH        | <−1 in H2SO4 | 0–8,3                      | 8,3–10,0          | >12                   |
| Tillstånd | starkt surt  | surt eller nästan neutralt | grundtillstånd    | starkt grundtillstånd |
| Färg      | orange       | färglös                    | rosa till fuchsia | färglös               |
| Bild      |              |                            |                   |                       |

| PP startAnimGif                                                                   |
| Animering av den pH-beroende reduktionsmekanismen: H3In+ → H2In → In2− → In(OH)3− |

### Karbonering av betong
Fenolftaleins pH-känslighet utnyttjas i andra applikationer. Betong har naturligt högt pH på grund av den kalciumhydroxid som bildas när cement reagerar med vatten. När betongen reagerar med koldioxid i atmosfären sjunker pH till 8,5–9. När en 1-procentig fenolftaleinlösning appliceras på normal betong blir den ljust rosa, men om den förblir färglös visar det att betongen har genomgått karbonering. I en liknande applikation innehåller en del spackel som används för att reparera hål i gipsskivor fenolftalein. När det appliceras behåller det grundläggande spacklingsmaterialet en rosa färg; när spacklingen har härdat genom reaktion med atmosfärisk koldioxid bleknar den rosa färgen.

### Utbildning
I en mycket basisk lösning används fenolftaleins långsamma förändring från rosa till färglös när det omvandlas till sin Ph(OH)3−-form i undervisningen för studier av reaktionskinetik.

### Underhållning
Fenolftalein används i leksaker, till exempel som en komponent i försvinnande bläck, eller försvinnande färg på Barbiedockans hår -  "Hollywood Hair". I bläcket blandas det med natriumhydroxid, som reagerar med koldioxid i luften. Denna reaktion leder till att pH-värdet faller under färgförändringströskeln när vätejoner frigörs av reaktionen:
OH−aqueous|(aq) + CO2(g) → CO32−(aq) + H+(aq).
För att utveckla håret och "magiska" grafiska mönster, sprayas bläcket med en lösning av hydroxid, vilket leder till utseendet på den dolda grafiken med samma mekanism som beskrivs ovan för färgförändring i alkalisk lösning. Mönstret kommer så småningom att försvinna igen på grund av reaktionen med luftens koldioxid. Tymolftalein används för samma ändamål och på samma sätt, när en blå färg önskas.

### Detektering av blod
En reducerad form av fenolftalein, fenolftalin, som är färglöst, används i ett test för att identifiera ämnen som tros innehålla blod, allmänt känt som Kastle–Meyer-testet. Ett torrt prov tas med en bomullspinne eller filterpapper. Några droppar alkohol, sedan några droppar fenolftalein och slutligen några droppar väteperoxid droppas på provet. Om provet innehåller hemoglobin blir det rosa omedelbart efter tillsats av peroxiden på grund av genereringen av fenolftalein. Ett positivt test anger att provet innehåller hemoglobin och därför sannolikt är blod. Ett falskt positivt resultat kan bero på förekomsten av substanser med katalytisk aktivitet som liknar hemoglobin. Testet är inte destruktivt för provet utan det kan behållas och användas i ytterligare tester. Detta test har samma reaktion med blod från alla djur vars blod innehåller hemoglobin, som nästan alla ryggradsdjur. Ytterligare tester krävs för att avgöra om det härstammar från en människa.

### Laxativ
Fenolftalein har använts i över ett sekel som laxermedel, men har nu tagits bort från receptfria laxermedel på grund av farhågor om cancerframkallande egenskaper. Laxermedel som tidigare innehöll fenolftalein har ofta omformulerats med alternativa aktiva ingredienser: Feen-a-Mint bytte till bisakodyl, och Ex-Lax byttes till ett sennaextrakt.
Tymolftalein är ett besläktat laxermedel tillverkat av tymol.
Trots farhågor angående dess carcinogenicitet baserat på gnagarstudier är det osannolikt att användningen av fenolftalein som laxermedel orsakar äggstockscancer. Vissa studier tyder på ett svagt samband med tjocktarmscancer, medan andra inte visar något alls. 
Fenolftalein beskrivs som ett stimulerande laxermedel. Dessutom har det visat sig hämma mänskligt cellulärt kalciuminflöde via butiksstyrt kalciuminträde (SOCE) in vivo. Detta åstadkommes av dess hämmande trombin och tapsigargin, två aktivatorer av SOCE som ökar intracellulärt fritt kalcium. 
Fenolftalein har lagts till European Chemicals Agencys lista över substanser med risk för mycket hög oro (SVHC). Det finns på IARC:s grupp 2B-lista över ämnen "möjligen cancerframkallande för människor".
Upptäckten av fenolftaleins laxerande effekt berodde på ett försök från den ungerska regeringen att märka äkta lokalt vitt vin med ämnet år 1900. Fenolftalein ändrade inte smaken på vinet och skulle ändra färg när en bas tillsattes, vilket gör det till en bra etikett i princip. Man fann dock att intag av ämnet ledde till diarré. Max Kiss, en ungerskfödd farmaceut bosatt i New York, hörde om nyheterna och lanserade Ex-Lax 1906.

## Framställning
Fenolftalein erhålls genom upphettning av en blandning av ftalsyra, fenol och koncentrerad svavelsyra. Syntesen sker genom kondensation av ftalsyraanhydrid med två ekvivalenter fenol under sura förhållanden. Den upptäcktes 1871 av Adolf von Baeyer.

Synthesis of fenolftalein